# Maria Ràfols i Bruna
Maria Ràfols i Bruna (Vilafranca del Penedès, 5 de novembre de 1781 - Saragossa, 30 d'agost de 1853) va ser una religiosa, cofundadora de les Germanes de la Caritat de Santa Anna i la seva primera superiora general.

## Biografia

### Joventut
El seu pare, que treballava de moliner, morí quan ella tenia 13 anys. La família, conscient de les seves possibilitats d'aprenentatge, la va fer ingressar al col·legi de l'Ensenyança de Barcelona, el millor que hi havia llavors per a les nenes. El 1803, durant un episodi de pesta a Barcelona, va conèixer el pare Joan Bonal i Gràcia, molt preocupat per l'abandonament dels malalts pobres i que en aquell moment era capellà de l'Hospital de la Santa Creu de Barcelona. Aquest centre havia estat organitzat per Teresa Cortès, religiosa que es dedicava a atendre les poblacions a les quals els mancava un hospital o el que tenien estava en crisi.
Responent a la petició de l'hospital de Saragossa, Bonal va buscar dotze dones, entre les quals hi havia Maria Ràfols com a responsable del grup, i dotze homes, que s'hi traslladessin per crear una institució semblant a la que hi havia a l'hospital de Barcelona. Quan arribaren a la capital aragonesa al desembre de 1804, trobaren l'hospital de Nuestra Señora de Gracia absolutament desorganitzat.
Ben aviat van haver de fer front al mateix problema que havien tingut les paüles a l'hospital de Barcelona: la Junta de Nuestra Señora de Gracia, anomenada Sitiada, no veia amb bons ulls que Maria Ràfols i les seves germanes actuessin amb independència de la Junta. El 1807, Ràfols, conciliades les diferències, i després d'haver-se examinat de flebotomia, va ser cridada pel bisbe d'Osca, J. Sánchez de Cutanda, perquè organitzés l'hospital de la ciutat d'una manera semblant al de Saragossa.

### Guerra del francès
En començar la Guerra del Francès, el paper de les germanes serà molt destacat. Els anys 1808 i 1809 l'hospital de la capital aragonesa patí les conseqüències del primer setge de Saragossa per part dels francesos que, malgrat ser l'única institució que atenia malalts, ferits i abandonats, fou bombardejat.
Ràfols s'ocupà de col·locar els malalts, que en poc temps es multiplicaran fins a assolir-ne la xifra de 6.000, en diversos edificis oficials i privats. També va aconseguir de rescatar els objectes religiosos i artístics i obtenir ajuts, sol·licitant-los al general José de Palafox y Melci i, fins i tot al general francès Lannes, i a Madrid, a través de l'escriptora aragonesa Josefa Amar y Borbón. També van dedicar-se a la redempció de captius.
En el segon setge, molt més dur que el primer i amb la població de Saragossa molt afeblida per les pestes i la falta d'aliments, Maria Ràfols anà a demanar al general francès Lannes aliments i permís per curar els ferits i presoners. Aquest fet donà un respir a la població que acabà capitulant. Finalitzat el setge, l'hospital nomenà una nova Junta que imposa unes altres constitucions per a les germanes que continuaren atenent els necessitats, entre els quals s'hi van afegir els presoners. La mare Ràfols presentà la dimissió el 12 de novembre de 1811 i marxà a Orcajo, a Daroca.
El 1813, després de la marxa dels francesos, Ràfols tornà a la capital aragonesa cridada per la Sitiada per encarregar-se de la borderia. La Sitiada va acceptar les constitucions de la Congregació de les Germanes de la Caritat de Santa Anna l'any 1818, però no va ser fins al 1824 que el vicari general les aprovà i Sor Ràfols en va ser la primera superiora, del 1926 al 1929.

### Presó i mort
El 1834, acusada d'actuar contra Isabel II, va ser empresonada i desterrada a Osca, i no va poder retornar a Saragossa, a l'asil de nens, fins que es va acabar la primera guerra carlina. Va ser durant dos mesos a la presó de les monges dominiques: se l'acusava de complicitat en una conspiració contra la reina. Va ser posada en llibertat i l'any següent va obtenir una sentència que l'eximia de culpabilitat, tot i que va ser desterrada al seu poble natal, que va poder canviar per Osca, on des de 1807 existia una casa de la seva fundació. Sis anys va durar el confinament. El 1841 és autoritzada a tornar a Saragossa i torna a l'hospital.
L'any 1845, argüint la seva edat avançada i una salut precària, demanà la seva jubilació, però continuà a l'asil fins a la seva mort.

## Veneració

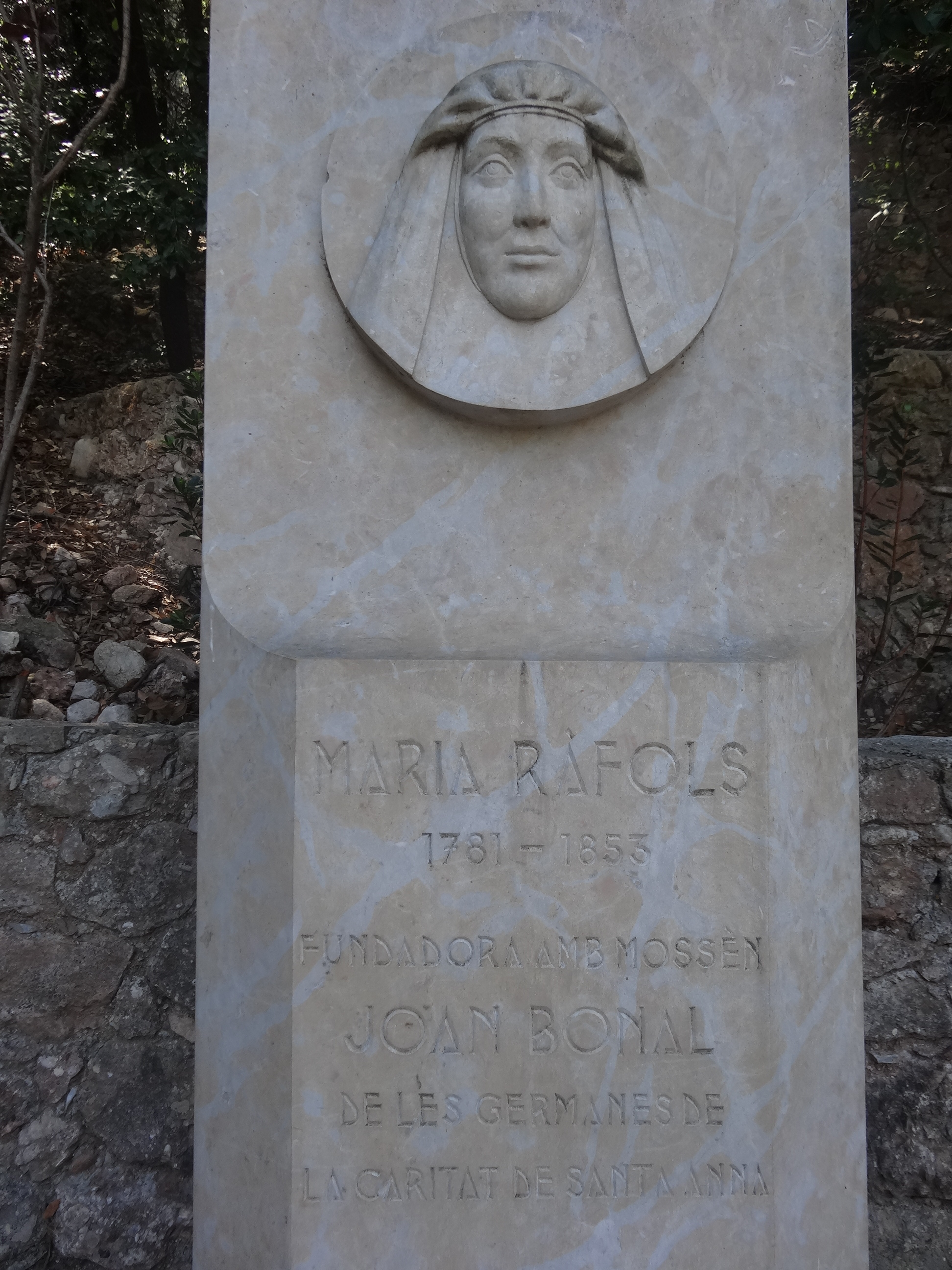
Monument a Maria Ràfols, al camí de Sant Miquel, a Montserrat.

Després de la seva mort, se n'incrementà la fama. El 1908, centenari dels setges de Saragossa, la ciutat de Saragossa la proclama «Heroïna de la Caritat». Des de la seva mort va tenir fama de santedat i s'inicià el procés de beatificació, fins que el 1944 Pius XII el va suspendre. Joan Pau II va autoritzar la represa del procés en 1980: va ser beatificada l'1 d'octubre de 1994. La seva festa se celebra el 5 de novembre.
El seu cos es troba a la capella de la Casa General de la Congregació de Germanes de la Caritat de Santa Ana de Saragossa.